# 雷打雪

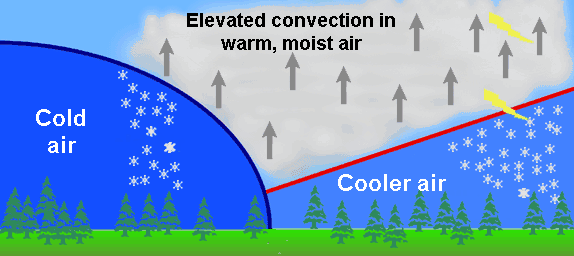
雷打雪的形成

雷打雪（英語：thundersnow），又称雷雪或雷打冬，是指某个区域降雪过程中伴随着打雷或者在冬天打雷的天气现象。这种天气现象非常罕见，但平均而言北美比東亞（科多帕希雪山、吉力馬札羅山、肯亞山、卡揚貝火山除外）常見。

## 成因
当某个区域冬季的气温偏暖的时候，暖湿空气相对旺盛，如果在这种情况下暖湿空气与另外一个区域的强冷空气相遇，剧烈的温差会使暖湿气流会迅速抬升，气流加剧，造成强烈的对流天气，这样便给“冬天打雷”提供了机会。同时湿度较大的空气在冬季会造成雨雪天气，所以人们常说“冬天打雷雷打雪”。

## 谚语
关于雷打雪这一现象，中国有这样一些天氣諺語：

- 雷打雪，人吃铁。

- 正月雷声发，大旱一百八。

- 正月雷打雪，二月雨不歇，三月少秧水，四月秧起节。

- 正月打雷坟成堆，二月打雷麦成堆，三月打雷谷成堆。

## 中国“雷打冬”记载
1993年11月16-19日，河南洛阳市市区出现先打雷后下雪的“雷打雪”天气。
2002年1月12日凌晨6时许，河南郑州、新乡等地出现“雷打雪”。
2003年11月6日晚，北京、天津和河北普降大雪，并伴有隆隆雷声。
2008年2月28日（农历正月22），昆明发生了30年一遇的“雷打雪”天气。
2010年2月10日（农历2009年腊月20）20点左右，安徽凤阳出现“雷打冬”天气。
2010年2月28日（农历正月15）上午11时，河南伊川县出现“雷打冬”天气。
2010年3月6日（农历正月21），南京出现“雷打雪”现象。
2013年2月19日凌晨（农历正月初十），苏浙沪及湖北一带出现“雷打雪”现象。
2014年12月7日晚10点左右，山东省威海市北边地区出现“雷打雪”现象。白天下了中雪，晚上9点左右下起了小雨，10点左右出现闪电，随即下起了雪，强度较大，维持了约1个小时，此后雪停了。恢复宁静。
2020年4月10日下午1点左右（农历三月十八），河南省鹤壁市早上10点到下午4点持续雷打雪现象，强度非常大，并在下午4点30分左右转变为程度较大的中雨。
2021年2月24日晚上10点左右（农历正月十三），河南省郑州市晚上10点持续雷打雪现象，强度非常大。
2021年11月5日至6日（农历十月初一至初二），内蒙古多地出现降雪，其中锡林郭勒盟阿巴嘎旗和包头市满都拉镇出现罕见“雷打雪”奇观